# Révolte de Beckman
La Révolte de Beckman, apparue en 1684, dans l'État du Maranhão de l'époque, est considéré comme un mouvement nativiste (forme de nationalisme, de la part de résidents de la Colonie du Brésil) de la Colonie par les historiographes de l'Histoire du Brésil.

## Genèse
Depuis 1650, l'État du Maranhão affrontait une sérieuse crise économique, du fait que l'entreprise sucrière régionale ne pouvait payer les prix trop élevés des esclaves africains.
Pour résoudre le problème de la main d'œuvre, les propriétaires de raffineries de sucre locales organisèrent des groupes de mercenaires pour aller capturer les indigènes des installations jésuites et avoir ainsi des esclaves bon marché. Ces indigènes évangélisés étaient employés par les Jésuites pour la récolte des « produits du Sertão » (clous de girofle, cannelle, plantes médicinales, huiles, résines, cacao, peaux, poissons et viandes salés, etc), type d'économie d'extraction. Face aux agressions subies, la Compagnie de Jésus recourut à la Couronne portugaise qui intervint et interdit l'esclavage des Indiens (qui n'étaient aucun profit pour la métropole).
Le gouvernement de la Couronne, pour remédier au manque de bras, créa la Compagnie Générale de Commerce de l'État du Maranhão en 1682, qui, entre autres choses, prenait l'engagement d'introduire cinq cents esclaves africains par an dans la région, pendant vingt ans. Ne réussissant pas à accomplir sa promesse, la crise économique s'aggrava et le mécontentement des habitants augmenta.

## Le mouvement
Un groupe de propriétaires de raffineries du Maranhão mené par Manoel Beckman, organisa un mouvement, avec le double objectif d'en finir avec les agissements de la Compagnie Générale de Commerce de l'État du Maranhão et avec l'influence des Jésuites. Ils plaidaient aussi pour être autorisés de soumettre les Indiens à l'esclavage. Dans la nuit du 24 février 1684, le Gouverneur de la Capitainerie étant absent de São Luís, la rébellion fut déclenchée. Son substitut fut emprisonné, les magasins de la Compagnie détruits, l'école des Jésuites occupée et les Pères expulsés.
Un gouvernement provisoire fut constitué et Tomás Beckman, frère de Manuel Beckman, fut chargé d'aller à Lisbonne exposer la situation à la Couronne. Celle-ci, au fait des événements, n'acceptant pas le comportement des rebelles, arrêta et condamna Tomás Beckman. Elle envoya au Maranhão un nouveau gouverneur, Gomes Freire de Andrade qui appliqua à son arrivée de dures peines aux révoltés : Manoel Beckman et deux autres chefs du mouvement furent pendus.
En conséquence, la Couronne portugaise modifia sa politique dans la région : les Jésuites retournèrent au Maranhão, la Compagnie Générale de Commerce de l'État du Maranhão fut dissoute en 1685, et l'esclavage des Indigènes fut autorisé.